# Kardinalska imenovanja pape Klementa IX.
Papa Klement IX. za vrijeme svoga pontifikata (1667. – 1669.) održao je 3 konzistorija na kojima je imenovao ukupno 12 kardinala.

## Konzistorij 12. prosinca 1667. (I.)
1. Giacomo Rospigliosi, apostolski protonotar, nećak Njegove Svetosti
2. Leopoldo de' Medici
3. Sigismondo Chigi

## Konzistorij 5. kolovoza 1669. (II.)
1. Emmanuel Théodose de la Tour d'Auvergne de Bouillon
2. Luis Manuel Fernández de Portocarrero, dekan stolnoga kaptola u Toledu, Španjolska[a]

## Konzistorij 29. studenoga 1669. (III.)
1. Francesco Nerli, seniore, firentinski nadbiskup
2. Emilio Bonaventura Altieri, bivši kamerinski biskup, prefekt Papinskoga kućanstva[b]
3. Carlo Cerri, dekan Svete Rimske rote
4. Lazzaro Pallavicino
5. Giovanni Bona, O.Cist., opat
6. Nicolo Acciaioli, glavni saslušatelj Apostolske komore
7. Buonaccorso Buonaccorsi, glavni rizničar